# Red beans and rice
Il red beans and rice (dall'inglese "fagioli rossi e riso") è un piatto unico statunitense facente parte della cucina creola della Louisiana.

## Storia
Per tradizione, il red beans and rice viene preparato il lunedì, che era un tempo il giorno del bucato per gli abitanti della Louisiana. Essendo un alimento che necessitava di tempi lunghi per cuocere, le donne potevano dedicarsi alle faccende domestiche mentre attendevano che il riso e i fagioli cuocessero a sufficienza. Il red beans and rice veniva preparato usando le ossa del maiale che venivano avanzate dopo la cena domenicale precedente. I fagioli con il riso erano il piatto preferito del celebre jazzista Louis Armstrong, che firmava le sue lettere con la scritta "Red Beans and Ricely Yours, Louis Armstrong". Nel 1965, il gruppo di R&B strumentale Booker T. & the M.G.'s scrisse e registrò una canzone intitolata Red Beans and Rice, che fa parte di un lato B di un singolo.  Dal momento che il riso e i fagioli sono due fra i principali ingredienti della cucina di New Orleans, il piatto è diventato una delle specialità del luogo e viene cucinato in molti punti di ristoro e nelle scuole oltre che nelle case. Inoltre, viene spesso preparato durante le occasioni speciali come il martedì grasso.

## Caratteristiche
Oltre al riso e i fagioli kidney rossi, il red beans and rice contiene verdure (peperoni, cipolla e sedano), e spezie (timo, pepe di Cayenna e alloro). Il piatto viene cotto lentamente in pentola e spesso impiattato con un contorno di pane di mais e carne a piacere fra cui salsiccia affumicata (andouille o chaurice), tasso ham o una braciola di maiale. Il red beans and rice è un piatto è molto nutriente e ricco di amido, ferro, vitamina B e proteine.

## Alimenti simili
Un piatto molto simile al red beans and rice è il rajma chawal, un piatto vegetariano a base di riso e fagioli rossi tipico dell'India. In vari paesi dell'America centrale, dell'America Latina e dei Caraibi sono invece popolari l'arroz con habichuelas, i moros y cristianos e il gallo pinto. In Giappone è conosciuto il sekihan con fagioli azuki e riso.